# 俞弁
俞弁（1488年—？），字子客，一作子容，号守约居士、戊申老人。昆山（今属江苏）人，一說長洲（今江苏苏州）人。

## 生平
生平不詳。家居粝食粗衣，“无他嗜好，寓情图史，绻阅披校，竟日忘倦”，一生未仕。与柳佥友善。工诗文。藏书处所名“紫芝堂”。著有《逸老堂诗话》、《山樵暇语》等。

## 家族
父俞寬父。